# 三越前站
三越前站（日语：／ Mitsukoshimae eki */?）是位於日本東京都中央區日本橋室町，屬於東京地下鐵的鐵路車站。
此站有銀座線與半藏門線停靠。銀座線的車站編號是G 12、半藏門線是Z 09。
另外，此站可途經聯絡連絡通道前往新日本橋站轉乘東日本旅客鐵道（JR東日本）總武快速線。

## 歷史
- 1932年（昭和7年）4月29日：東京地下鐵道（現東京地下鐵銀座線）三越前站開業。
- 1941年（昭和16年）9月1日：東京地下鐵道、路線轉讓與帝都高速度交通營團（營團地下鐵）。
- 1972年（昭和47年）7月15日：國鐵總武快速線新日本橋站開業。開始與該站轉乘。
- 1989年（平成元年）1月26日：半藏門線開業。成為轉乘站。
- 2004年（平成16年）4月1日：營團地下鐵民營化。銀座線、半藏門線由東京地下鐵繼承。

- 東京地下鐵銀座線的前身「東京地下鐵道」資金不足，以車站名稱命名為條件，接受由附近的三越本店提供資金。

## 車站
銀座線、半藏門線皆是島式1面2線月台的地下車站。兩線之間必須出閘經由「夢Road」（夢ロード）轉乘。互相轉乘約需3～5分鐘。2012年已大幅拓寬連絡通道。
銀座線與JR總武快速線的新日本橋站比較遠，換乘要花5分鐘左右。半藏門線與新日本橋站正好在銀座線兩側，換乘要步行約10分鐘。
廁所原先只在半藏門線付費區內2處，2007年4月銀座線中央剪票口外大廳也設置多功能廁所與幼兒專用廁所。另外，半藏門線押上側剪票口內也有多功能廁所。
半藏門線延伸至水天宮前站以前，銀座線淺草側有橫渡線供列車折返使用，過去也曾運行澀谷～三越前的區間車。現在該橫渡線已撤除。

### 月台配置
| 月台                    | 路線     | 目的地                             |
| ----------------------- | -------- | ---------------------------------- |
| 銀座線月台（地下2樓）   |          |                                    |
| 1                       | 銀座線   | 銀座、澀谷方向                     |
| 2                       | 銀座線   | 上野、淺草方向                     |
| 半藏門線月台（地下5樓） |          |                                    |
| 3                       | 半藏門線 | 大手町、澀谷、中央林間方向         |
| 4                       | 半藏門線 | 押上〈晴空塔前〉、久喜、南栗橋方向 |

（來源：東京地下鐵:構內圖 （页面存档备份，存于））

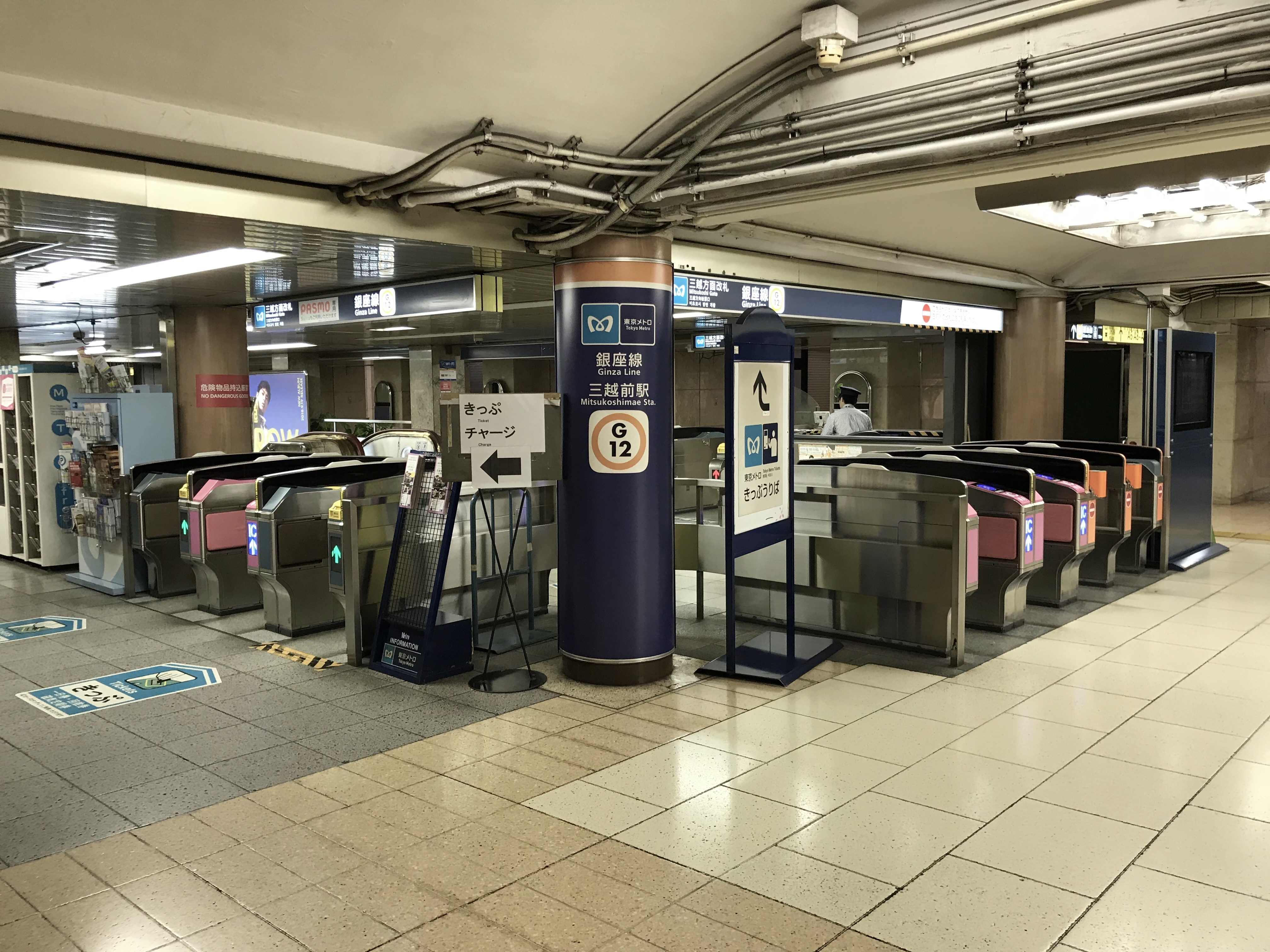
銀座線聯絡三越方向閘口（2018年9月16日攝）
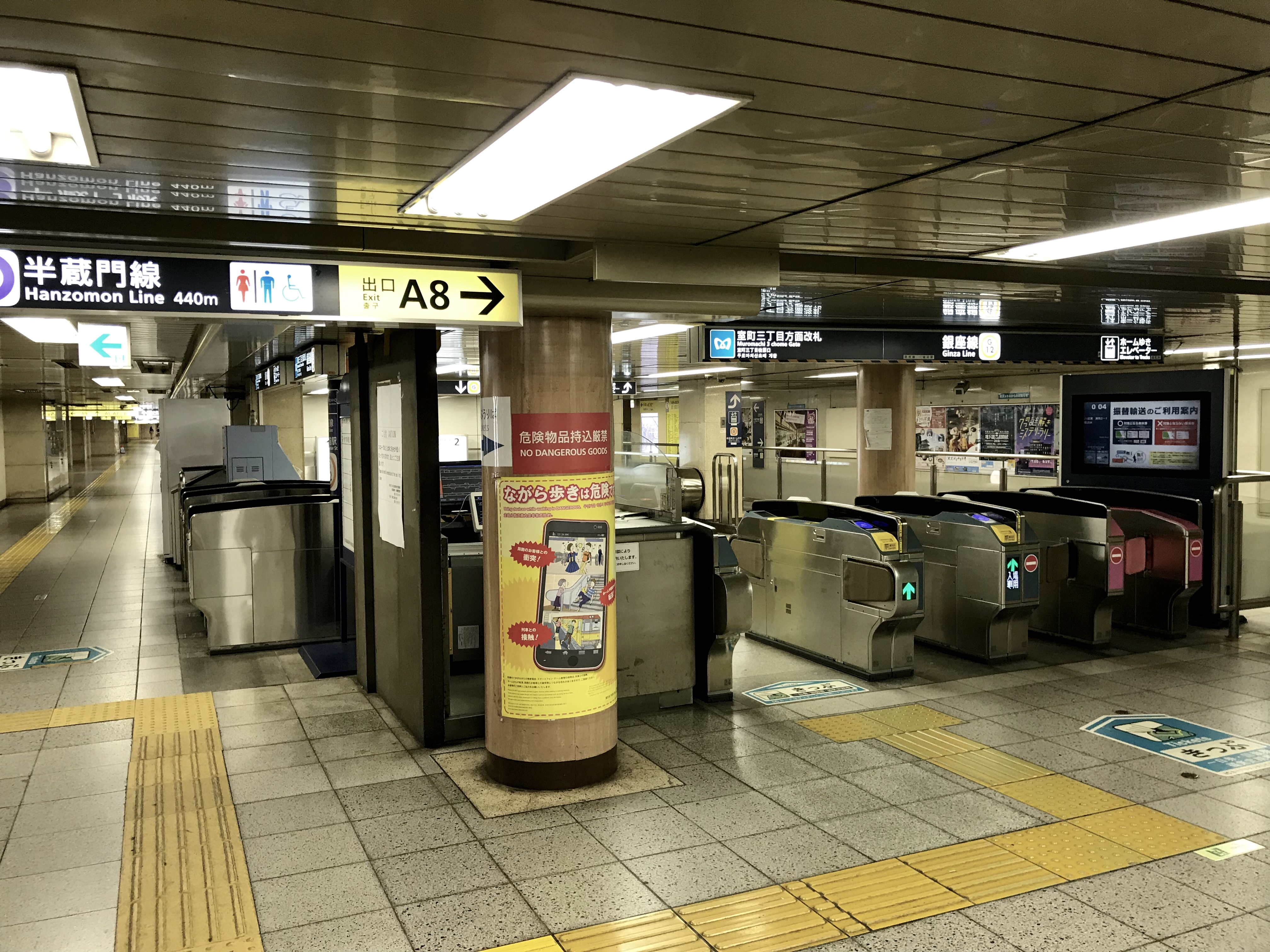
銀座線聯絡室町三丁目方向閘口（2018年9月17日攝）
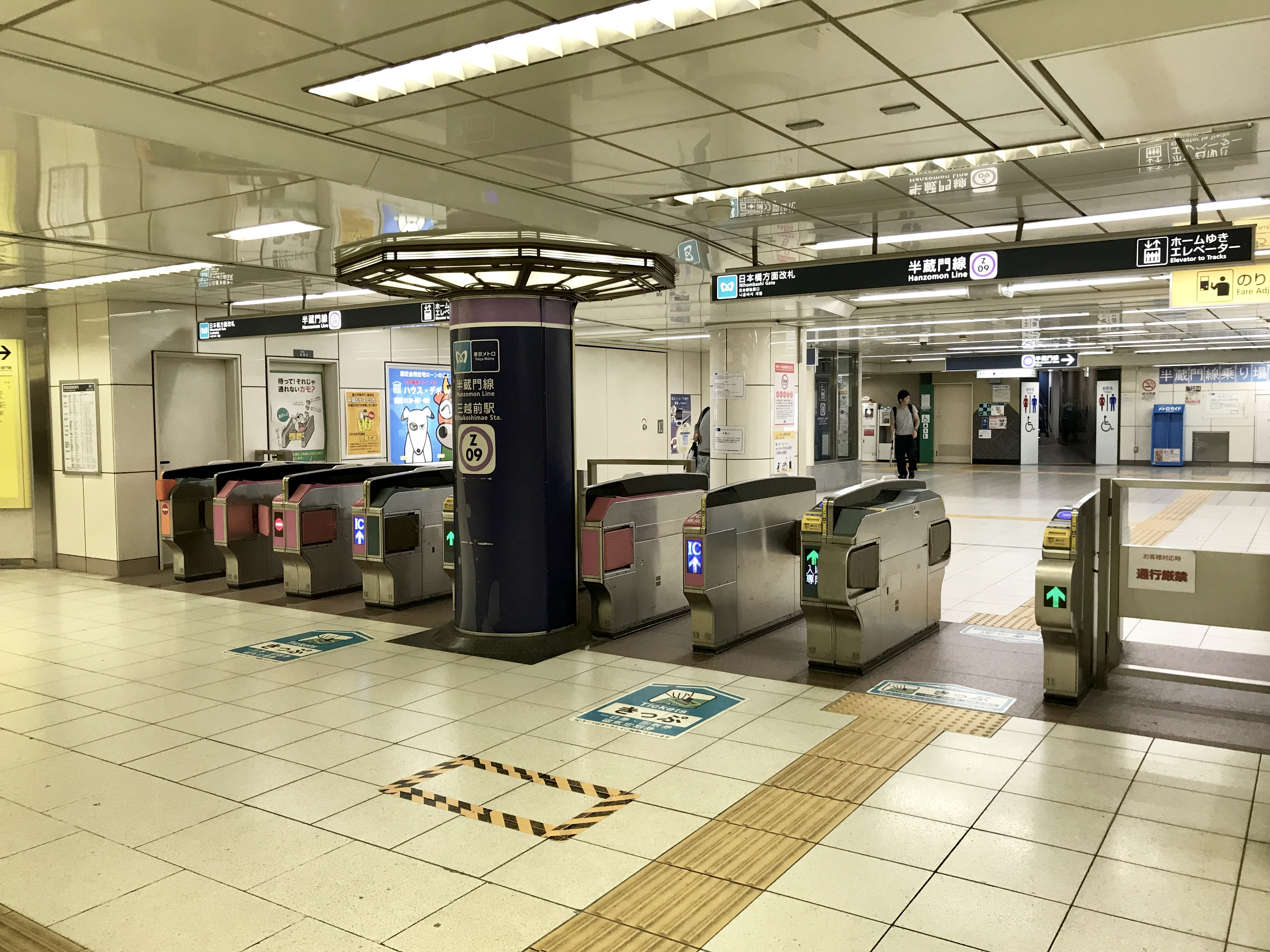
半藏門線聯絡日本橋方向閘口（2018年9月15日攝）
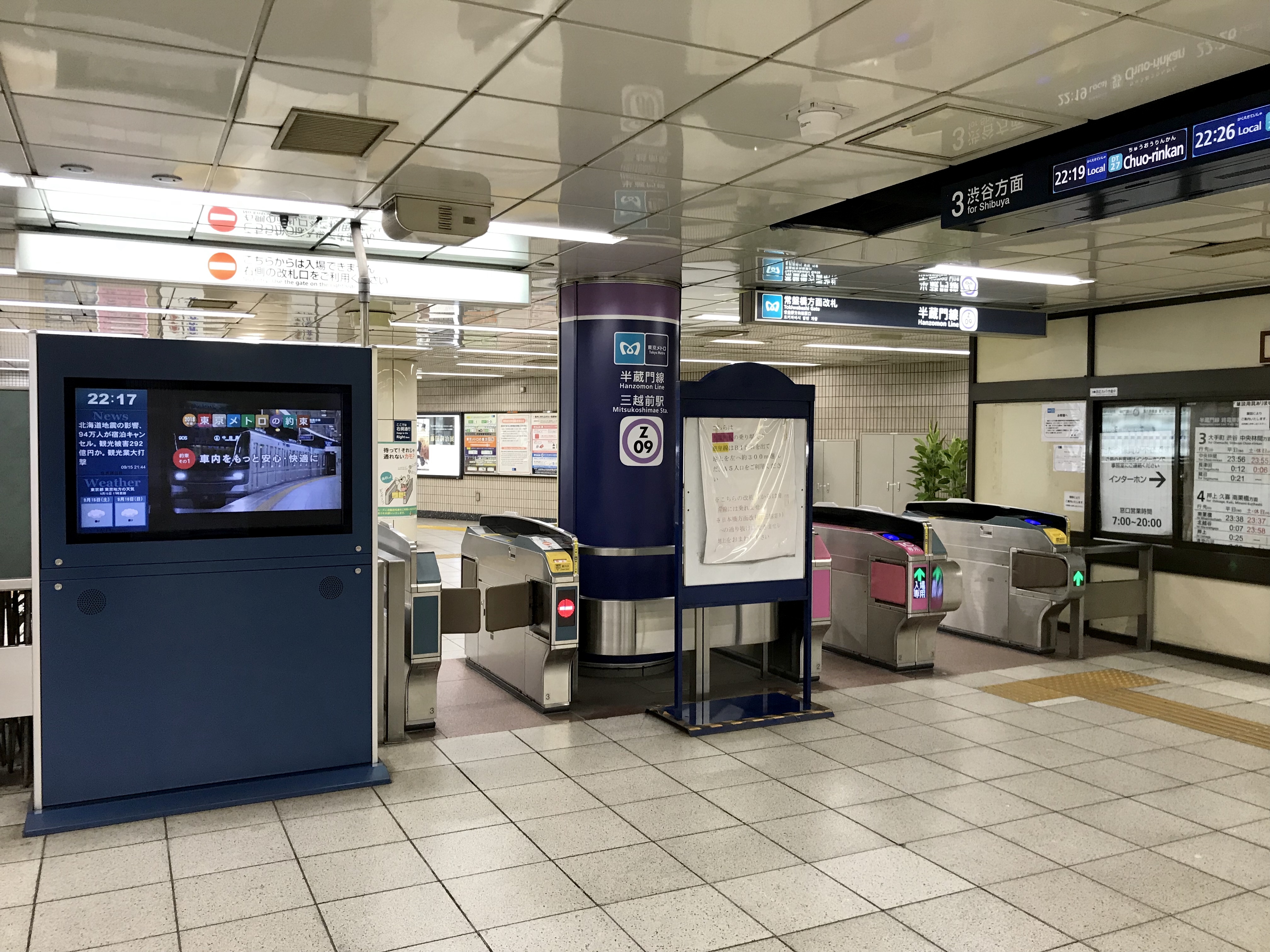
半藏門線聯絡常盤橋方向閘口（2018年9月15日攝）
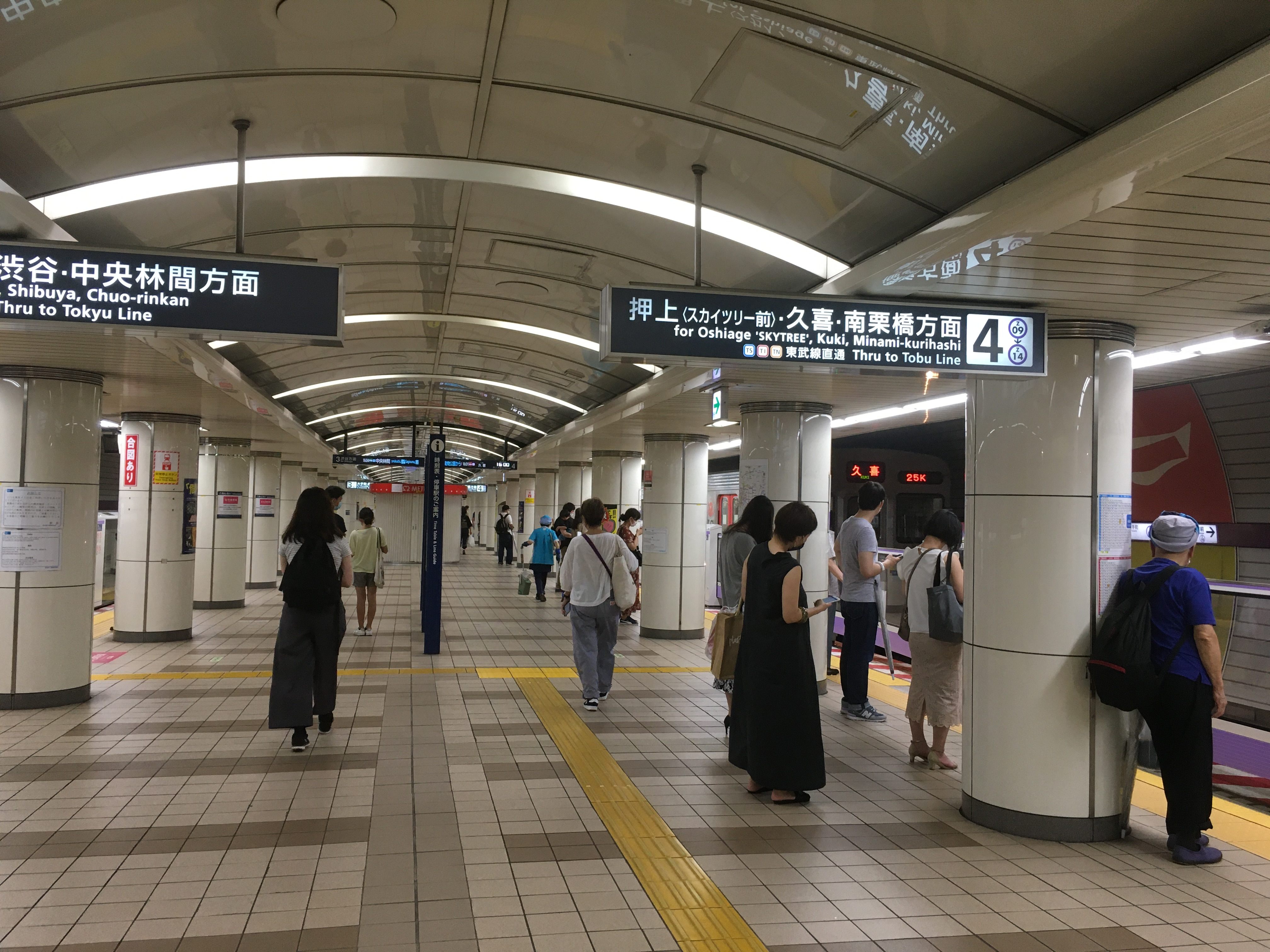
半藏門線月台（2020年）
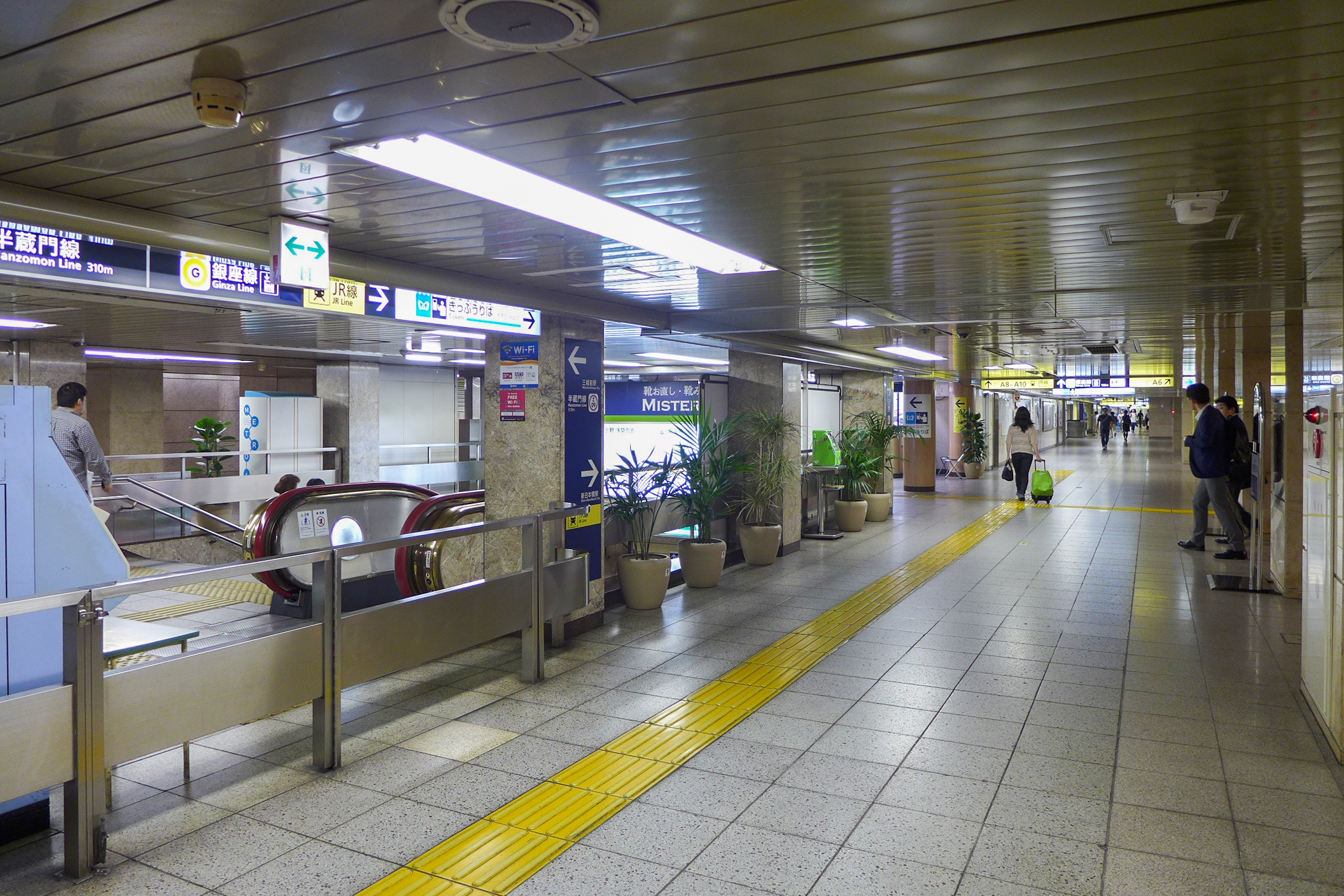
銀座線大堂（2015年攝）
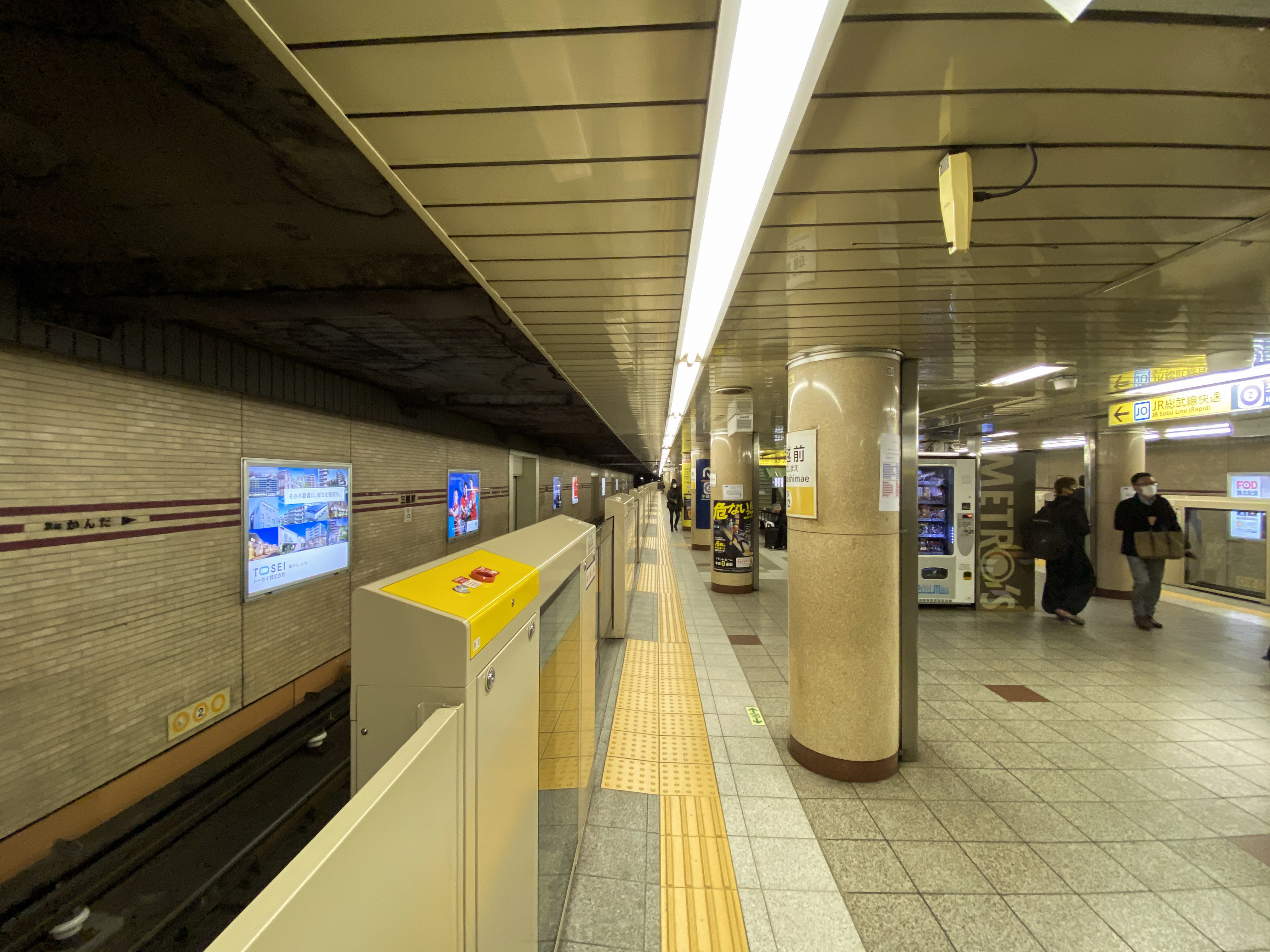
銀座線月台（2019年攝）
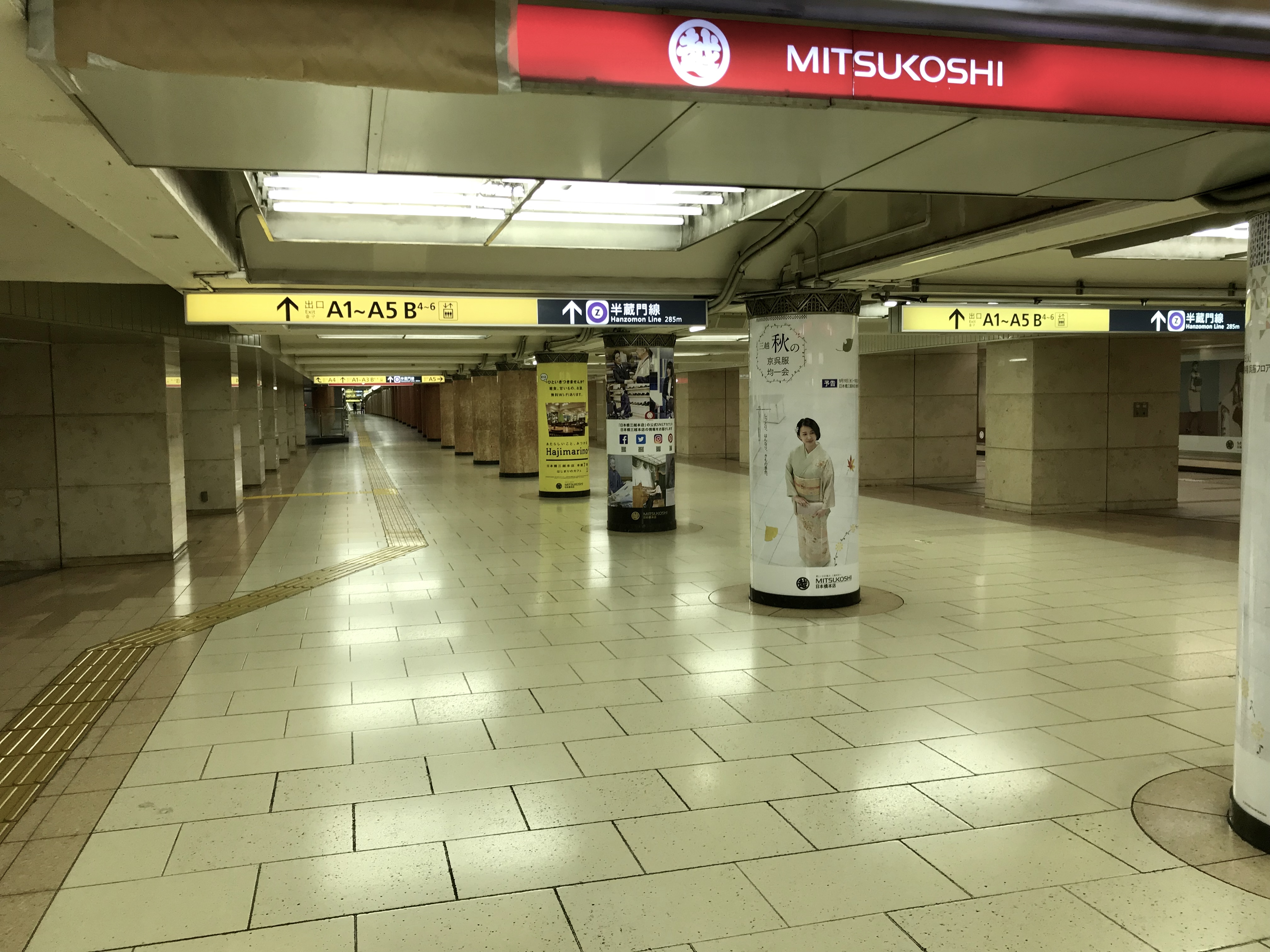
夢之路（銀座線三越方向閘口、半藏門線日本橋方向閘口間聯絡通道）
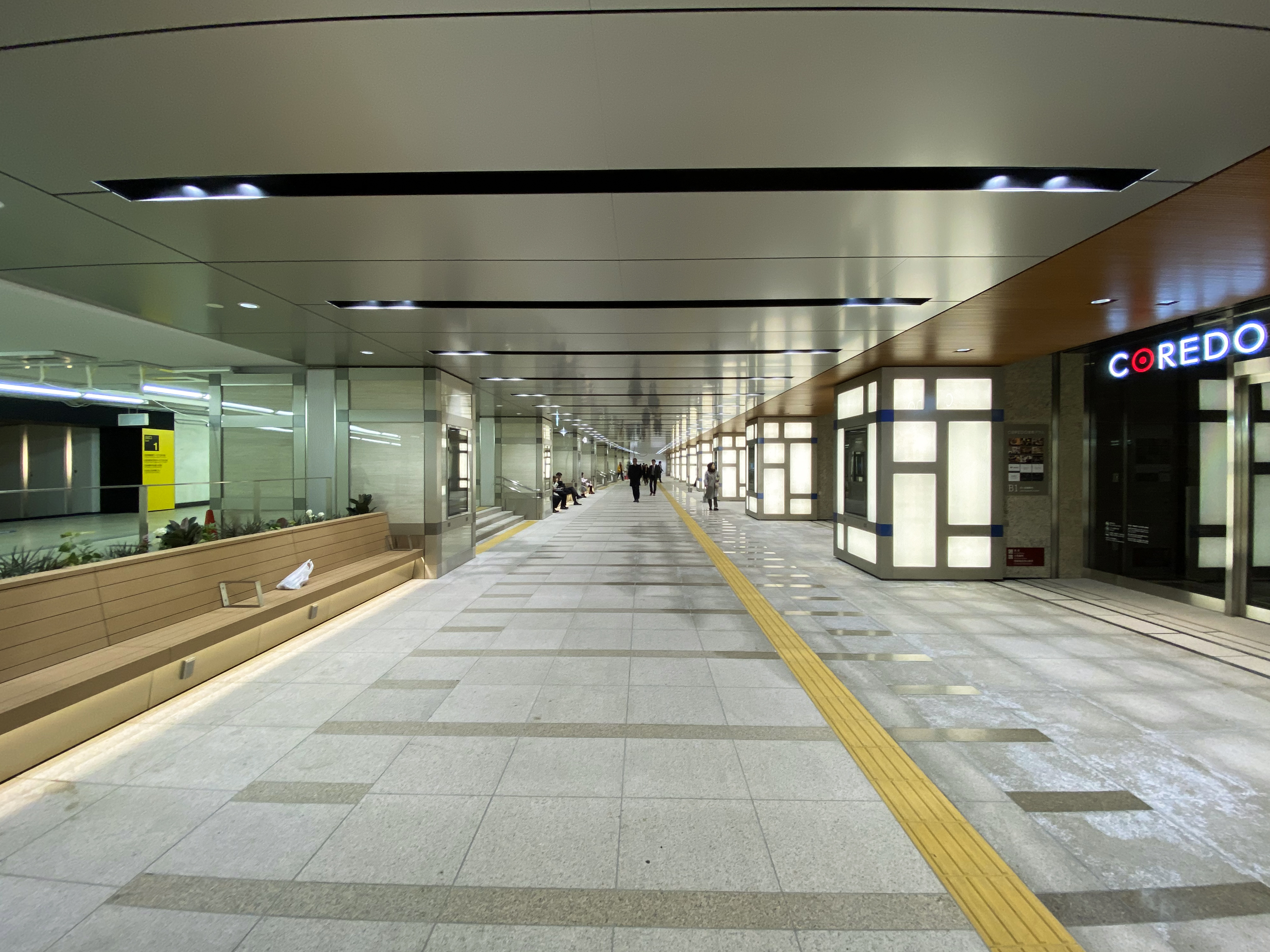
新日本橋方向聯絡通道

## 利用狀況
- 東京地下鐵 - 2017年度1日平均上下車人次為129,691人[利用客数 1]。
東京地下鐵全部130個車站當中排行第24位。此數值不包括銀座線、半藏門線間的轉乘人次。
  - 若包括銀座線、半藏門線間的轉乘人次，2017年度各路線1日平均上降人次如下[乗降データ 1]。
    - 銀座線 - 100,057人 - 同線內次於新橋站、日本橋站、澀谷站、表參道站、赤坂見附站、銀座站、上野站、溜池山王站、虎之門站、淺草站排行第11位。
    - 半藏門線 - 87,134人 - 同線內次於澀谷站、表參道站、大手町站、永田町站、押上站、九段下站、錦糸町站、神保町站、半藏門站排行第10位。

### 各年度1日平均上下車人次
近年1日平均上下車人次推移如下表。
| 年度               | 東京地下鐵         | 東京地下鐵 |
| 年度               | 1日平均 上下車人次 | 增長率     |
| ------------------ | ------------------ | ---------- |
| 1999年（平成11年） | 117,241            |            |
| 2000年（平成12年） | 118,399            | 1.0%       |
| 2001年（平成13年） | 116,243            | −1.8%      |
| 2002年（平成14年） | 110,127            | −5.3%      |
| 2003年（平成15年） | 111,758            | 1.5%       |
| 2004年（平成16年） | 114,963            | 2.9%       |
| 2005年（平成17年） | 120,907            | 5.2%       |
| 2006年（平成18年） | 122,007            | 0.9%       |
| 2007年（平成19年） | 124,040            | 1.7%       |
| 2008年（平成20年） | 124,040            | 0.0%       |
| 2009年（平成21年） | 117,456            | −5.3%      |
| 2010年（平成22年） | 116,824            | −0.5%      |
| 2011年（平成23年） | 115,784            | −0.9%      |
| 2012年（平成24年） | 117,018            | 1.1%       |
| 2013年（平成25年） | 120,845            | 3.3%       |
| 2014年（平成26年） | 127,807            | 5.8%       |
| 2015年（平成27年） | 125,491            | −1.8%      |
| 2016年（平成28年） | 127,157            | 1.3%       |
| 2017年（平成29年） | 129,691            | 2.0%       |

### 各年度1日平均上車人次（1932年－1935年）
近年1日平均上車人次推移如下表。
| 年度               | 東京地下鐵道 | 來源             |
| ------------------ | ------------ | ---------------- |
| 1932年（昭和07年） | 4,534        | [ 東京府統計 1 ] |
| 1933年（昭和08年） | 6,330        | [ 東京府統計 2 ] |
| 1934年（昭和09年） | 7,350        | [ 東京府統計 3 ] |
| 1935年（昭和10年） | 8,450        | [ 東京府統計 4 ] |

### 各年度1日平均上車人次（1956年－2000年）
| 年度               | 銀座線 | 半藏門線 | 來源              |
| ------------------ | ------ | -------- | ----------------- |
| 1956年（昭和31年） | 23,624 | 未開業   | [ 東京都統計 1 ]  |
| 1957年（昭和32年） | 25,998 | 未開業   | [ 東京都統計 2 ]  |
| 1958年（昭和33年） | 25,853 | 未開業   | [ 東京都統計 3 ]  |
| 1959年（昭和34年） | 25,822 | 未開業   | [ 東京都統計 4 ]  |
| 1960年（昭和35年） | 26,567 | 未開業   | [ 東京都統計 5 ]  |
| 1961年（昭和36年） | 31,340 | 未開業   | [ 東京都統計 6 ]  |
| 1962年（昭和37年） | 31,305 | 未開業   | [ 東京都統計 7 ]  |
| 1963年（昭和38年） | 35,572 | 未開業   | [ 東京都統計 8 ]  |
| 1964年（昭和39年） | 36,719 | 未開業   | [ 東京都統計 9 ]  |
| 1965年（昭和40年） | 36,087 | 未開業   | [ 東京都統計 10 ] |
| 1966年（昭和41年） | 34,134 | 未開業   | [ 東京都統計 11 ] |
| 1967年（昭和42年） | 35,253 | 未開業   | [ 東京都統計 12 ] |
| 1968年（昭和43年） | 39,908 | 未開業   | [ 東京都統計 13 ] |
| 1969年（昭和44年） | 44,762 | 未開業   | [ 東京都統計 14 ] |
| 1970年（昭和45年） | 49,852 | 未開業   | [ 東京都統計 15 ] |
| 1971年（昭和46年） | 52,019 | 未開業   | [ 東京都統計 16 ] |
| 1972年（昭和47年） | 53,795 | 未開業   | [ 東京都統計 17 ] |
| 1973年（昭和48年） | 52,628 | 未開業   | [ 東京都統計 18 ] |
| 1974年（昭和49年） | 52,515 | 未開業   | [ 東京都統計 19 ] |
| 1975年（昭和50年） | 53,738 | 未開業   | [ 東京都統計 20 ] |
| 1976年（昭和51年） | 52,647 | 未開業   | [ 東京都統計 21 ] |
| 1977年（昭和52年） | 51,928 | 未開業   | [ 東京都統計 22 ] |
| 1978年（昭和53年） | 50,751 | 未開業   | [ 東京都統計 23 ] |
| 1979年（昭和54年） | 51,137 | 未開業   | [ 東京都統計 24 ] |
| 1980年（昭和55年） | 51,868 | 未開業   | [ 東京都統計 25 ] |
| 1981年（昭和56年） | 51,570 | 未開業   | [ 東京都統計 26 ] |
| 1982年（昭和57年） | 49,671 | 未開業   | [ 東京都統計 27 ] |
| 1983年（昭和58年） | 49,186 | 未開業   | [ 東京都統計 28 ] |
| 1984年（昭和59年） | 49,926 | 未開業   | [ 東京都統計 29 ] |
| 1985年（昭和60年） | 51,463 | 未開業   | [ 東京都統計 30 ] |
| 1986年（昭和61年） | 53,296 | 未開業   | [ 東京都統計 31 ] |
| 1987年（昭和62年） | 55,044 | 未開業   | [ 東京都統計 32 ] |
| 1988年（昭和63年） | 54,803 | 14,369   | [ 東京都統計 33 ] |
| 1989年（平成元年） | 50,096 | 17,482   | [ 東京都統計 34 ] |
| 1990年（平成02年） | 49,386 | 20,644   | [ 東京都統計 35 ] |
| 1991年（平成03年） | 47,779 | 21,000   | [ 東京都統計 36 ] |
| 1992年（平成04年） | 46,997 | 22,219   | [ 東京都統計 37 ] |
| 1993年（平成05年） | 45,932 | 21,989   | [ 東京都統計 38 ] |
| 1994年（平成06年） | 44,315 | 21,293   | [ 東京都統計 39 ] |
| 1995年（平成07年） | 42,164 | 20,910   | [ 東京都統計 40 ] |
| 1996年（平成08年） | 41,605 | 20,723   | [ 東京都統計 41 ] |
| 1997年（平成09年） | 40,767 | 20,707   | [ 東京都統計 42 ] |
| 1998年（平成10年） | 40,049 | 20,811   | [ 東京都統計 43 ] |
| 1999年（平成11年） | 38,344 | 19,926   | [ 東京都統計 44 ] |
| 2000年（平成12年） | 38,611 | 20,614   | [ 東京都統計 45 ] |

### 各年度1日平均上車人次（2001年以後）
| 年度               | 銀座線 | 半藏門線 | 來源              |
| ------------------ | ------ | -------- | ----------------- |
| 2001年（平成13年） | 37,710 | 20,901   | [ 東京都統計 46 ] |
| 2002年（平成14年） | 35,923 | 20,534   | [ 東京都統計 47 ] |
| 2003年（平成15年） | 34,541 | 22,096   | [ 東京都統計 48 ] |
| 2004年（平成16年） | 35,247 | 23,677   | [ 東京都統計 49 ] |
| 2005年（平成17年） | 36,060 | 24,732   | [ 東京都統計 50 ] |
| 2006年（平成18年） | 35,885 | 25,784   | [ 東京都統計 51 ] |
| 2007年（平成19年） | 35,874 | 26,964   | [ 東京都統計 52 ] |
| 2008年（平成20年） | 35,378 | 26,082   | [ 東京都統計 53 ] |
| 2009年（平成21年） | 33,970 | 25,616   | [ 東京都統計 54 ] |
| 2010年（平成22年） | 33,641 | 25,687   | [ 東京都統計 55 ] |
| 2011年（平成23年） | 33,339 | 25,550   | [ 東京都統計 56 ] |
| 2012年（平成24年） | 33,587 | 25,677   | [ 東京都統計 57 ] |
| 2013年（平成25年） | 34,715 | 26,638   | [ 東京都統計 58 ] |
| 2014年（平成26年） | 36,721 | 28,008   | [ 東京都統計 59 ] |
| 2015年（平成27年） | 35,675 | 27,842   | [ 東京都統計 60 ] |
| 2016年（平成28年） | 36,052 | 28,348   | [ 東京都統計 61 ] |

備註
1. ↑  1932年4月29日開業。
2. ↑  1989年1月26日開業。開業日から1989年3月31日までの計65日間を集計したデータ。

## 車站周邊
- 三越日本橋本店
  - 三越劇場（日语：三越劇場）
- Suruga銀行（日语：スルガ銀行） 東京支店
- 北海道銀行、北陸銀行東京支店
- 三井本館
  - 三井不動產總部
  - 三井住友銀行 日本橋支店
  - 三井住友信託銀行 日本橋營業部
  - 三井紀念美術館
  - 日本橋三井大樓內郵政局
- 日本橋三井塔（三井新館）
  - 東麗東京總部
  - 中外製藥總部
  - Denka（日语：デンカ）總部
  - 東京文華東方酒店
- 室町東三井大樓（日语：室町東三井ビルディング）
  - COREDO室町
- 室町古河三井大樓（日语：室町古河三井ビルディング）
  - COREDO室町2
    - TOHO電影院（日语：TOHOシネマズ）日本橋
- 室町ちばぎん三井大樓（日语：室町ちばぎん三井ビルディング）
  - COREDO室町3
- 日本橋室町郵政局
- 新日本橋站前郵政局
- 日本銀行本店
  - 貨幣博物館
- 日本橋MUFG廣場（日语：MUFGプラザ）（舊東京銀行總店）
- 日本橋 - 半藏門線側
- 常盤橋（日语：常盤橋 (日本橋川)）
- JFE商事大樓（日语：JFE商事ビル）
  - JFE商事（日语：JFE商事）東京總部
- 日本大樓
  - 日本水產總部
  - 日本大樓內郵政局
- 東京站（JR線）日本橋口：最近為B2出口南行約200米
- 稻畑產業（日语：稲畑産業）東京總部
- 長瀨產業（日语：長瀬産業）東京總部
- 第一三共總部
- Astellas製藥（日语：アステラス製薬）總部
- 田邊三菱製藥（日语：田辺三菱製薬）東京總部

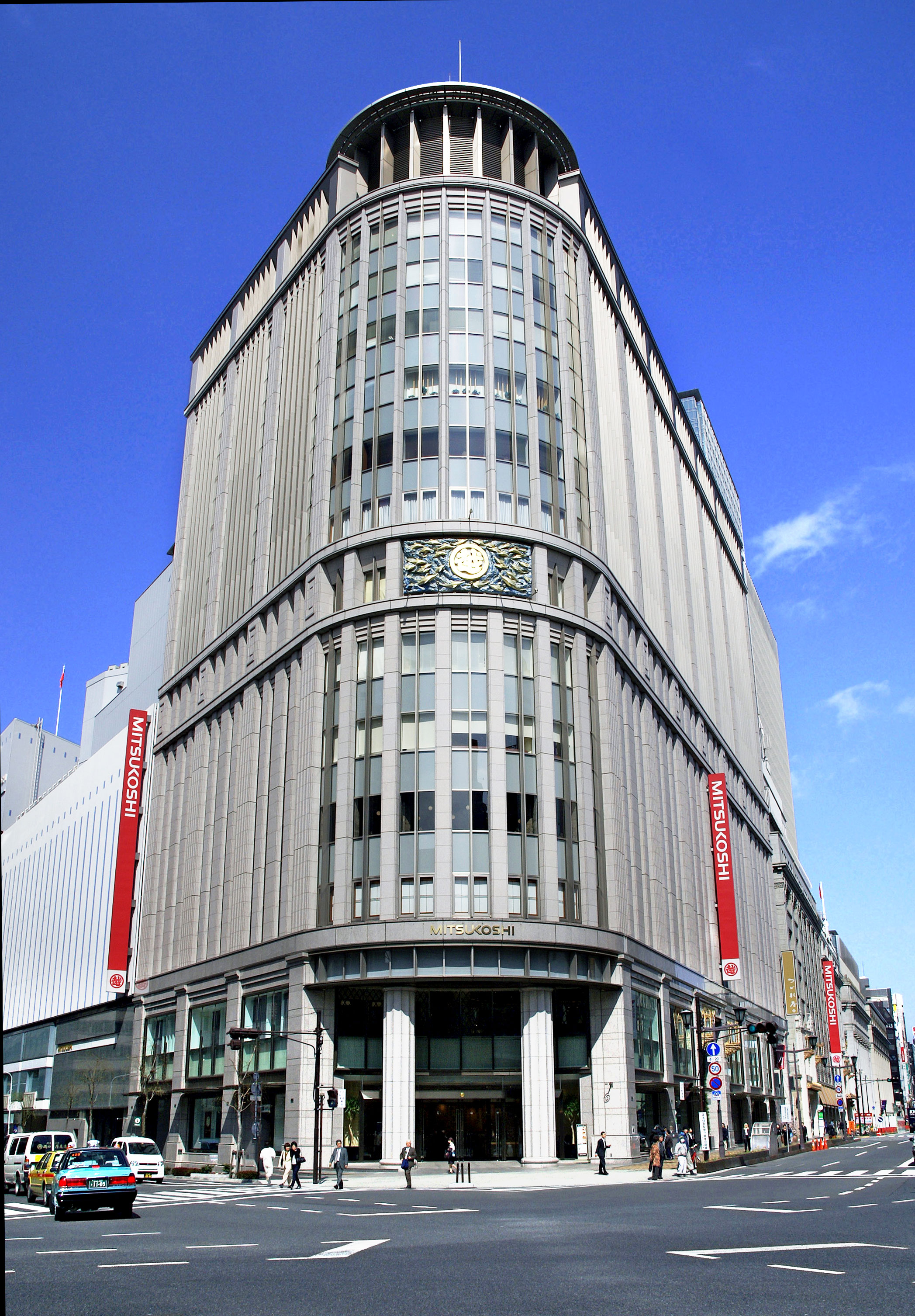
三越日本橋本店新館
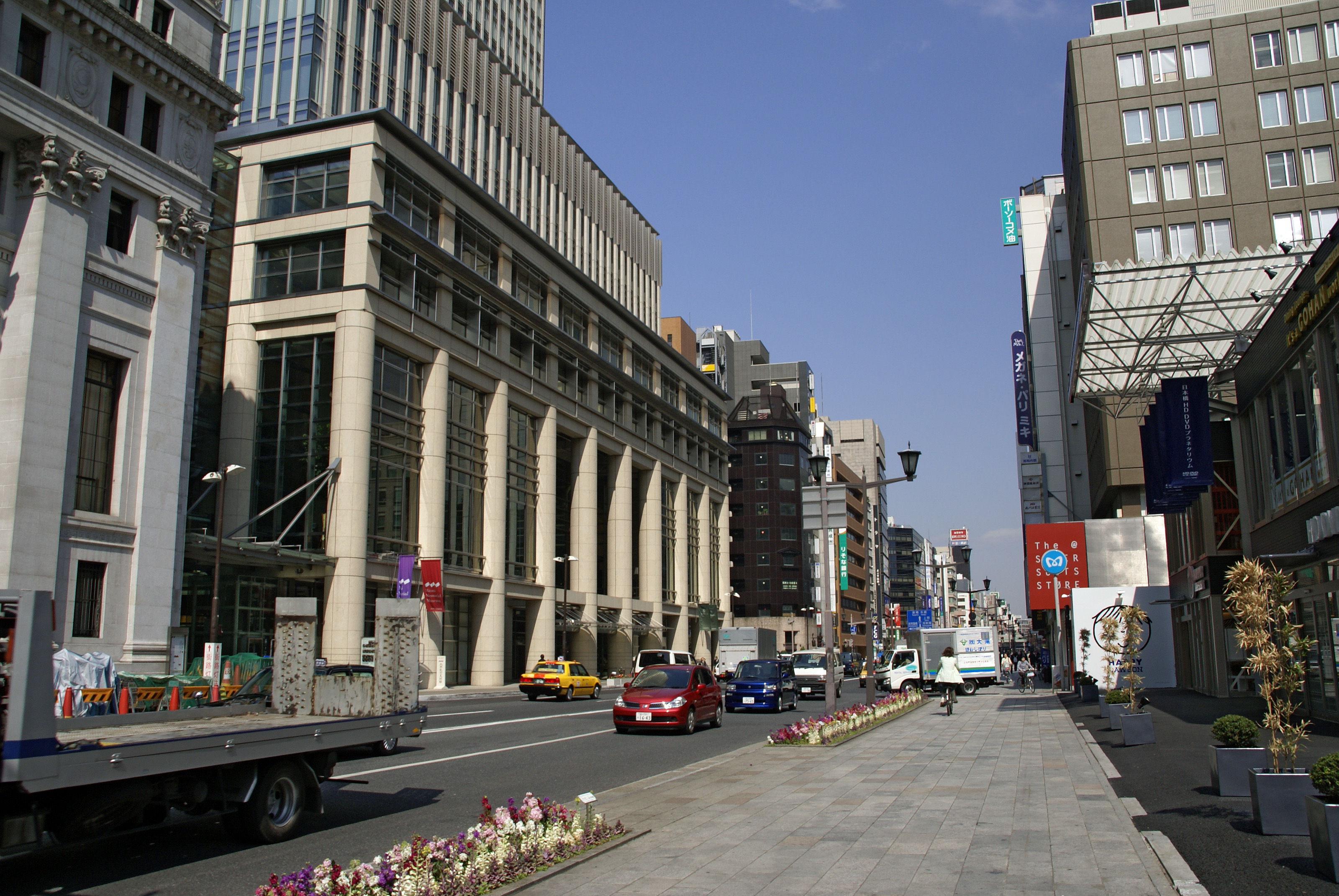
地面景色（2007年3月26日）
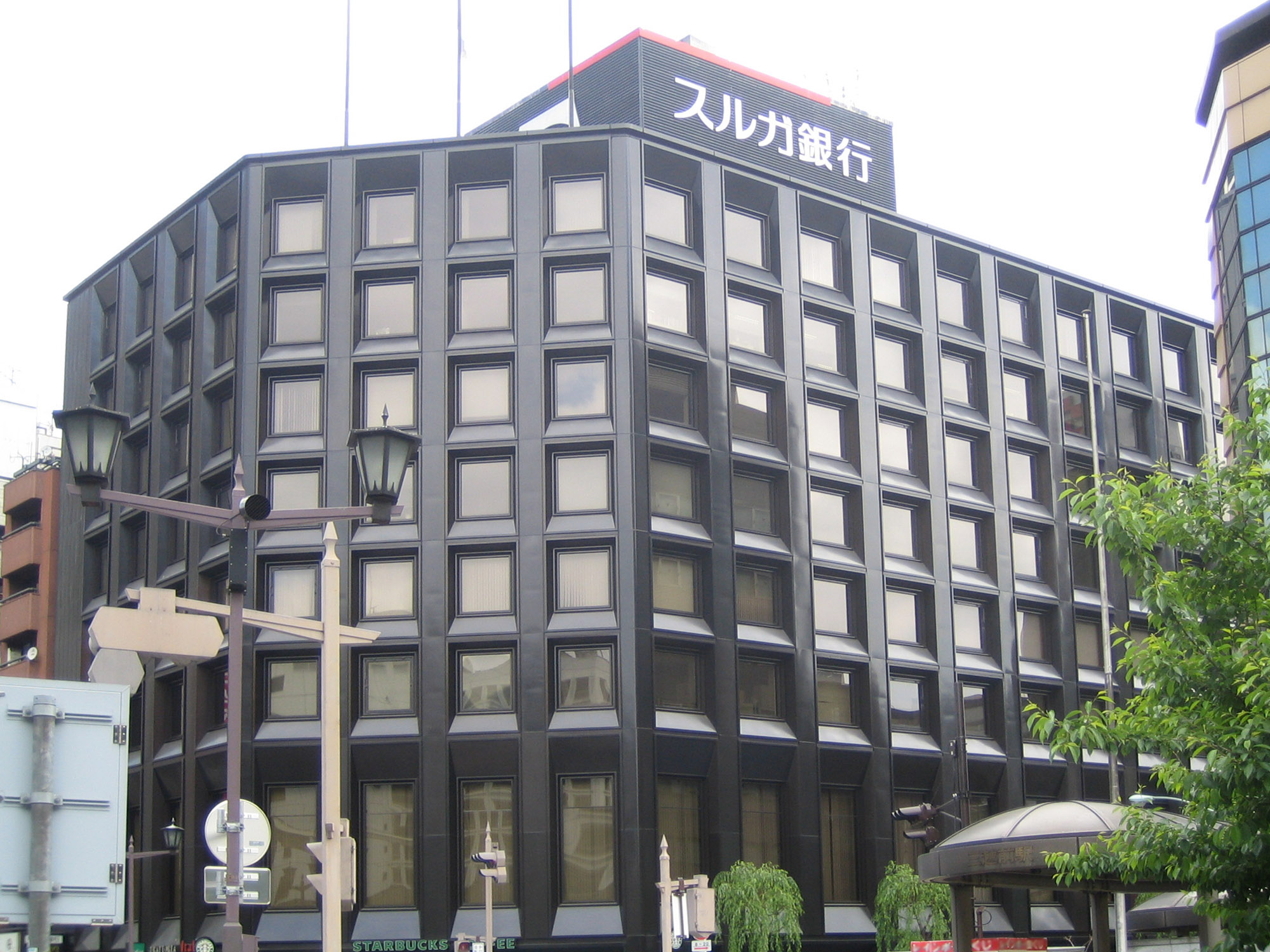
駿河銀行

## 巴士路線
最近的巴士站為日本橋三越、室町三丁目、地下鐵三越前站（A2出口）、三井紀念美術館（A8出口）、日本橋室町一丁目（A4出口）、本石町一丁目、新日本橋站（A10出口）、室町二丁目（A4出口）。以下的路線均會停靠以下巴士站，東42甲系統由都營巴士、Metrolink日本橋、Skyホップ巴士由日之丸自動車興業、江戶巴士由日立自動車交通負責運行。
- 日本橋三越前
  - 東42甲（日语：都営バス南千住営業所#東42系統）：往南千住站西口、南千住車庫前/往東京站八重洲口
  - S-1（觀光路線巴士）：往錦糸町站/往東京站丸之內北口
    - 至2000年12月11日為止，茶51系統（日语：都営バス巣鴨営業所#茶51系統）的駒込站南口－東京站丸之內北口（以前為八重洲口）線與東42甲使用同一個巴士站。此外，橋86系統的往目黑站到發、三越新館前設置了停留所。
- 室町三丁目
  - 東42甲：往南千住站西口、南千住車庫前/往東京站八重洲口
- 地下鐵三越前站、三井紀念美術館、日本橋室町一丁目
  - Metrolink日本橋（日语：メトロリンク日本橋）：新日本橋站方向/東京站八重洲口方向
- 本石町一丁目、新日本橋站、室町二丁目
  - 江戶巴士（日语：江戸バス）（中央區社區巴士） 北循環：往中央區役所（日语：中央区役所 (東京都)）

此外，東京文華東方酒店有停靠由東京機場交通負責運行往成田機場的機場聯絡巴士。

## 軼事

### 站名與三越

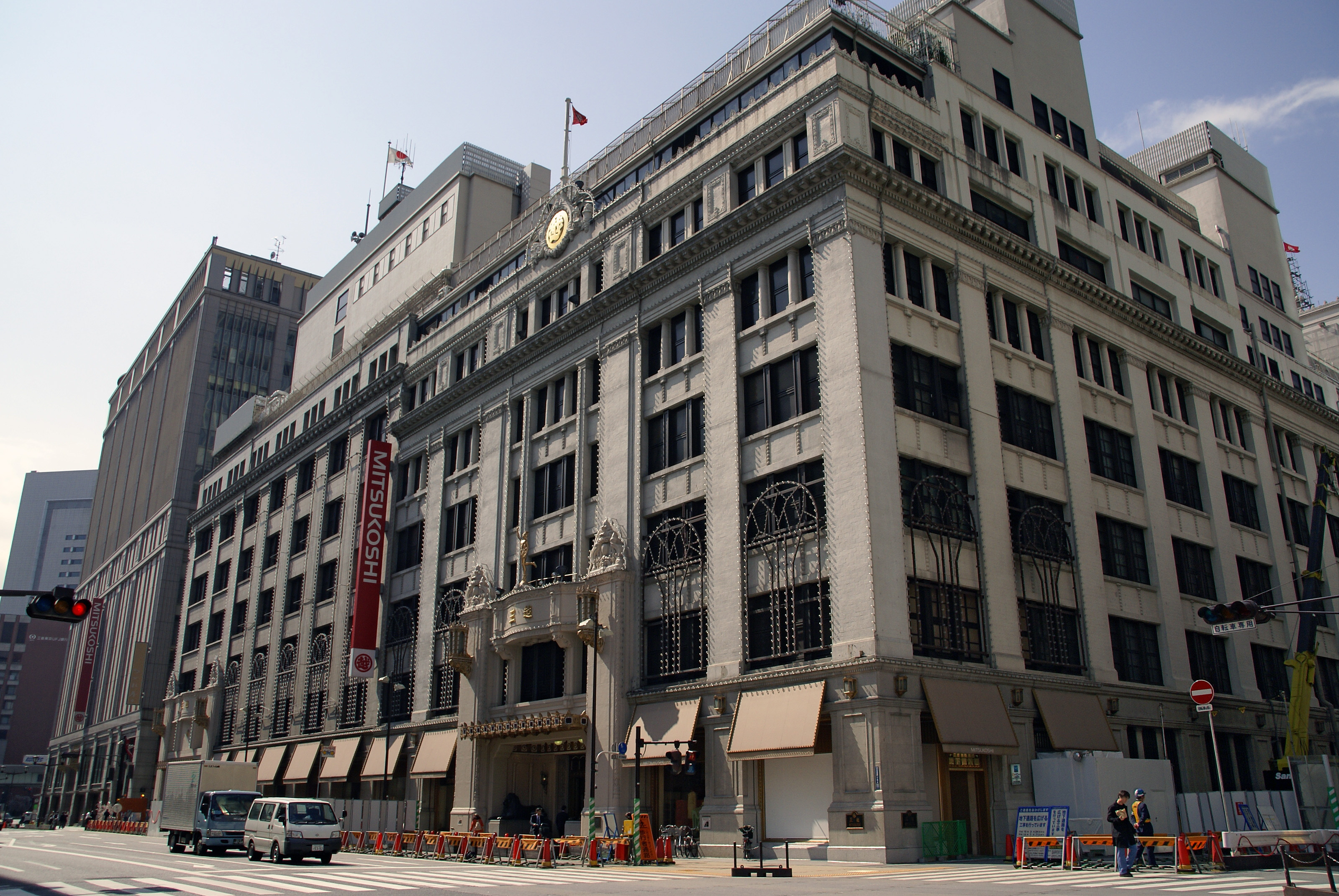
三越 日本橋本店
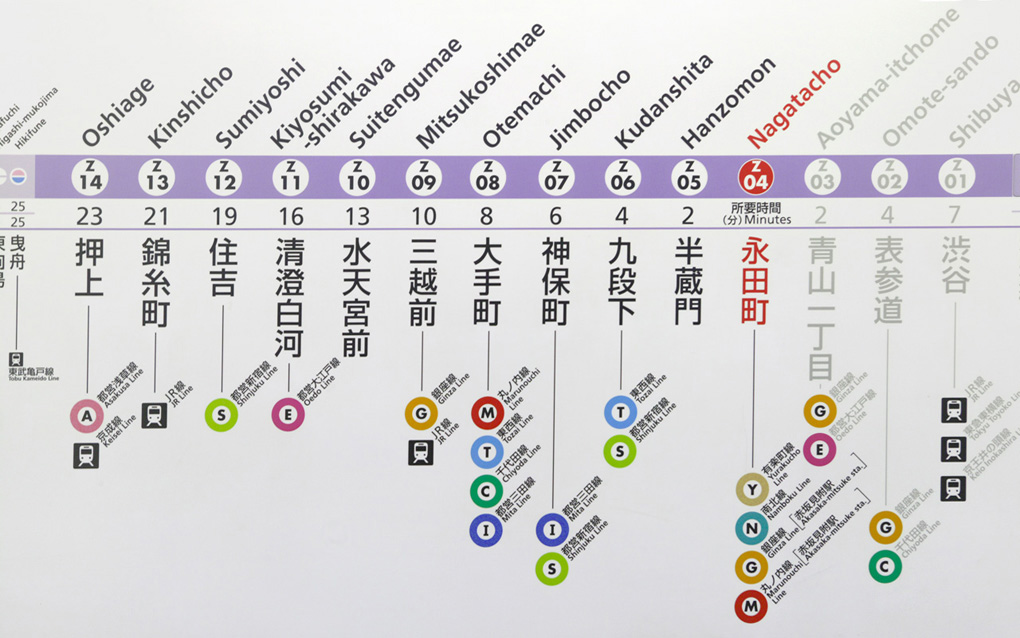
半藏門線路線圖上的「三越」站

原先計畫延伸至新橋卻受到資金短缺影響的東京地下鐵道，在本店位於此地中央通的三越全額資助下設站。三越直通出入口設置與站內設計等都有三越的參與。
銀座線月台牆壁設計了以三越的「三」為靈感的三條紅線，並以國外磁磚、大理石裝飾，站內也設置了配有黃銅扶手、日本最早的站內電扶梯，以及本站特有的站名標等，隨處可見因三越參與而與眾不同的豪華裝潢。另外三越地下出入口也是當時的最新設計。後年開設的半藏門線月台牆壁設計則是出自設計三越包裝紙「花開」（華ひらく）的豬熊弦一郎之手。
以私人企業命名的站名『三越前』大量出現在鐵路時刻表、旅行指南、市售筆記本的地下鐵路線圖、網路交通導航服務、轉乘規劃軟體等，成為三越免費的廣告宣傳。
本站開業後，三越人氣扶搖直上。東京地下鐵道上野廣小路站（松坂屋）、日本橋站（高島屋、白木屋）、京橋站（明治屋）、銀座站（松屋、三越）等站雖獲得百貨店等的資金協助，店名也出現在廣播與贊助商中，但都未正式成為車站站名。
營團地下鐵半藏門線（當時）通車至三越前站時，在附近開設東急百貨店日本橋店（現COREDO日本橋）的東急電鐵因新玉川線（當時）、田園都市線與半藏門線直通運轉，為避免自有車輛與時刻表、月台發車資訊出現百貨業競爭對手「三越」，多使用「澀谷方向」與「半藏門線直通電車」等較為隱晦的廣播，盡可能避免直稱「三越」。之後半藏門線在1990年（平成2年）延伸至水天宮前站，正式解除了東急的尷尬情況。

### 廣播
本站轉乘JR線的廣播會加上路線名「轉乘JR總武快速線」。轉乘廣播同樣加上路線名的車站有明治神宮前站（山手線）、北千住站（常磐線）、高田馬場站（山手線）和八丁堀站（京葉線），其他車站基本上廣播只簡述為「JR線」（JR Lines）。其中，列車英語廣播以往為「JR Sobu-kaisoku Line」，後期已統一改稱為「JR Sobu Line Rapid Service」。另外，半藏門線月台在2000年代初期起才開始有轉乘廣播，現在市售地圖刊登的路線圖仍可看見三越前、新日本橋（JR總武快速線）兩站不是轉乘站的情形。

## 相鄰車站
東京地下鐵
 銀座線
日本橋（G 11）－三越前（G 12）－神田（G 13）
 半藏門線
大手町（Z 08）－三越前（Z 09）－水天宮前（Z 10）

### 利用狀況資料來源
地下鐵1日平均使用人數
1. ↑  各駅の乗降人員ランキング （页面存档备份，存于） - 東京メトロ

地下鐵統計資料
1. ↑  各種報告書 （页面存档备份，存于） - 関東交通広告協議会
2. ↑  統計データ （页面存档备份，存于） - 中央区

東京府統計書
1. ↑  .   [2019-01-05]. （原始内容存档于2019-02-19）.
2. ↑  .   [2019-01-05]. （原始内容存档于2019-02-19）.
3. ↑  .   [2019-01-05]. （原始内容存档于2019-01-23）.
4. ↑  .   [2019-01-05]. （原始内容存档于2019-02-19）.

東京都統計年鑑
1. ↑  昭和31年PDF - 15ページ
2. ↑  昭和32年PDF - 15ページ
3. ↑  昭和33年PDF - 15ページ
4. ↑  .   [2019-01-05]. （原始内容存档于2016-03-05）.
5. ↑  .   [2019-01-05]. （原始内容存档于2016-03-05）.
6. ↑  .   [2019-01-05]. （原始内容存档于2015-06-29）.
7. ↑  .   [2019-01-05]. （原始内容存档于2015-06-29）.
8. ↑  .   [2019-01-05]. （原始内容存档于2015-06-29）.
9. ↑  .   [2019-01-05]. （原始内容存档于2015-06-29）.
10. ↑  .   [2019-01-05]. （原始内容存档于2016-03-05）.
11. ↑  .   [2019-01-05]. （原始内容存档于2016-03-05）.
12. ↑  .   [2019-01-05]. （原始内容存档于2016-03-05）.
13. ↑  .   [2019-01-05]. （原始内容存档于2016-03-05）.
14. ↑  .   [2019-01-05]. （原始内容存档于2016-03-05）.
15. ↑  .   [2019-01-05]. （原始内容存档于2016-03-05）.
16. ↑  .   [2019-01-05]. （原始内容存档于2015-06-29）.
17. ↑  .   [2019-01-05]. （原始内容存档于2015-06-29）.
18. ↑  .   [2019-01-05]. （原始内容存档于2015-06-29）.
19. ↑  .   [2019-01-05]. （原始内容存档于2016-03-05）.
20. ↑  .   [2019-01-05]. （原始内容存档于2016-06-02）.
21. ↑  .   [2019-01-05]. （原始内容存档于2015-06-29）.
22. ↑  .   [2019-01-05]. （原始内容存档于2016-03-05）.
23. ↑  .   [2019-01-05]. （原始内容存档于2015-06-29）.
24. ↑  .   [2019-01-05]. （原始内容存档于2016-03-05）.
25. ↑  .   [2019-01-05]. （原始内容存档于2016-03-05）.
26. ↑  .   [2019-01-05]. （原始内容存档于2016-03-05）.
27. ↑  .   [2019-01-05]. （原始内容存档于2015-06-29）.
28. ↑  .   [2019-01-05]. （原始内容存档于2015-06-29）.
29. ↑  .   [2019-01-05]. （原始内容存档于2015-06-29）.
30. ↑  .   [2019-01-05]. （原始内容存档于2016-03-05）.
31. ↑  .   [2019-01-05]. （原始内容存档于2016-03-05）.
32. ↑  .   [2019-01-05]. （原始内容存档于2015-06-29）.
33. ↑  .   [2019-01-05]. （原始内容存档于2016-03-05）.
34. ↑  .   [2019-01-05]. （原始内容存档于2016-03-05）.
35. ↑  .   [2019-01-05]. （原始内容存档于2016-03-05）.
36. ↑  .   [2019-01-05]. （原始内容存档于2016-03-05）.
37. ↑  .   [2016-05-26]. （原始内容存档于2013-08-15）.
38. ↑  .   [2016-05-26]. （原始内容存档于2013-02-03）.
39. ↑  .   [2016-05-26]. （原始内容存档于2013-02-03）.
40. ↑  .   [2016-05-26]. （原始内容存档于2013-02-03）.
41. ↑  .   [2016-05-26]. （原始内容存档于2013-02-03）.
42. ↑  .   [2016-05-26]. （原始内容存档于2016-03-04）.
43. ↑  平成10年PDF
44. ↑  平成11年PDF
45. ↑  .   [2016-05-26]. （原始内容存档于2016-03-04）.
46. ↑  .   [2016-05-26]. （原始内容存档于2016-03-04）.
47. ↑  .   [2016-05-26]. （原始内容存档于2017-07-29）.
48. ↑  .   [2016-05-26]. （原始内容存档于2017-07-29）.
49. ↑  .   [2016-05-26]. （原始内容存档于2017-07-29）.
50. ↑  .   [2016-05-26]. （原始内容存档于2017-07-29）.
51. ↑  .   [2016-05-26]. （原始内容存档于2017-07-29）.
52. ↑  .   [2016-05-26]. （原始内容存档于2017-07-29）.
53. ↑  .   [2016-05-26]. （原始内容存档于2017-07-29）.
54. ↑  .   [2016-05-26]. （原始内容存档于2016-03-26）.
55. ↑  .   [2016-05-26]. （原始内容存档于2016-03-27）.
56. ↑  .   [2016-05-26]. （原始内容存档于2016-03-25）.
57. ↑  .   [2016-05-26]. （原始内容存档于2016-03-27）.
58. ↑  .   [2016-05-26]. （原始内容存档于2016-03-22）.
59. ↑  .   [2016-05-26]. （原始内容存档于2017-07-30）.
60. ↑  .   [2019-01-05]. （原始内容存档于2018-11-09）.
61. ↑  .   [2019-01-05]. （原始内容存档于2019-05-02）.

## 外部連結
- 三越前/G12/Z09 | 路線・車站資訊 | 東京地下鐵